# Вишивання

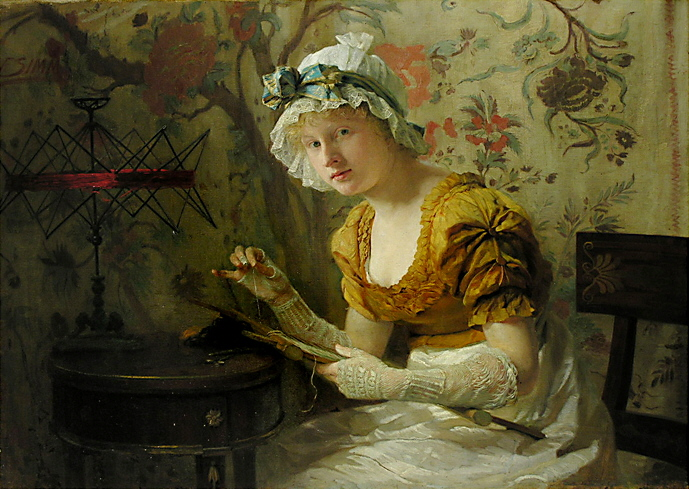
Вишивальниця. Художник Франц Ксавер Зімм

Ви́шивка (вишива́ння), гаптува́ння — загальновідоме і поширене рукодільне мистецтво прикрашати різноманітними візерунками тканини і матеріали, від найгрубіших і щільних, як, наприклад: сукно, шкіра, до найтонших матерій — батиста, серпанку, газу та інших.
Інструменти та матеріали для вишивання: голки, нитки, п'яльці, ножиці.